# Mothakes
Mothakes (griechisch μόθακες mothakes, Einzahl μόθαξ mothax) waren im antiken Sparta der klassischen Zeit die Söhne spartanischer Väter und helotischer oder periökischer Mütter. 
Sie gehörten nicht zu den homoioi, den „Gleichen“, also den spartanischen Vollbürgern, nahmen aber an der spartanischen Erziehung (agoge) teil und konnten im 5./4. Jahrhundert v. Chr. höchste militärische Ämter bekleiden. Wahrscheinlich waren so erfolgreiche Feldherrn wie Gylippos oder Lysandros Mothakes. Im zerfallenden spartanischen Kosmos des 4. Jahrhunderts wurden politisch aufstrebende Mothakes als Gefahr für die propagierte Gleichheit der Spartiaten angesehen. 